# 邁耶岩
53°1′S 72°34′E / 53.017°S 72.567°E
邁耶岩（英語：Meyer Rock），是南極洲的岩石，位於麥克唐納群島，處於麥克唐納島西北面2公里，在1874年由英國探險隊繪入地圖，由澳大利亞海外領地負責管轄。